# Люнебурзьке пустище
53°10′07″ пн. ш. 9°56′23″ сх. д. / 53.168611111111° пн. ш. 9.9397222222222° сх. д.
Люнебурзьке пустище (нім. Lüneburger Heide) — рівнина на північному заході Німеччини (Нижня Саксонія), поблизу міста Люнебург, з природним добре збереженим ландшафтом.
З 1922 року — однойменний національний парк. Рослинність представлена вересом і ялівцем. У парку є спеціально прокладені стежки для велосипедної їзди, кінних та піших прогулянок.
Місцевим продуктом-спеціалітетом із захищеним географічним найменуванням за походженням вважається люнебурзький степовий баранець (Lüneburger Heidschnucke g. U.).
У південній частині рівнини розташований природний парк Зюдгайде.
Має офіційний номер D28.

## Див також
- Унделохський нудистський маршрут